# Обдурити всіх
«Обдурити всіх» (англ. I Spy) — комедійний римейк однойменного телесеріалу 1965 року з Едді Мерфі й Оуеном Вілсоном у головних ролях.

## Сюжет
Спеціальний агент Алекс Скотт отримує нове завдання. Він зустрічається з пілотом, який викрав нову американську розробку — літак-невидимку. Розробка уже була продана Арнольду Гундарсу. Він виступив спонсором чемпіонату з боксу, який є прикриттям для продажу літака. Президент США зв'язується з боксером Келлі Робінсоном і він погоджується взяти участь у місії. Робінсону вдається замінили ручку Гундарса дублікатом, оснащеним пристроєм стеження.
Робінсон здогадується, де захований літак. По дорозі відбувається боротьба з людьми Гундарса, гине агент Райт. Самого Гундарса бачать з терористами біля літака. Рейчел Райт виявилась подвійним агентом та катує Скотта, щоб дізнатися код активації. Відбувається пожежа внаслідок якої частина злочинців гине. У боротьбі Райт викрадає портфель Гундарса. Келлі та Алекс намагаються скритися на літаку-невидимці. Робінсон падає в воду, де виявляє ядерну зброю. У Монте-Карло агенти відстежують і заарештовують Рейчел Райт.

## У ролях
| Актор              | Роль            |
| ------------------ | --------------- |
| Едді Мерфі         | Келлі Робінсон  |
| Оуен Вілсон        | Алекс Скотт     |
| Малкольм Макдавелл | Арнольд Гундарс |
| Фамке Янссен       | Рейчел Райт     |
| Гері Коул          | Карлос          |
| Білл Манді         | Мак Мак-Інтайр  |
| Філл Льюїс         | Джеррі          |
| Майк Допуд         | Джим            |
| Лінда Бойд         | Една            |
| Дана Лі            | Жу Там          |
| Деррен Шахлаві     | Седрік Міллс    |
| Габор Демський     | у ролі себе     |

## Створення фільму

### Виробництво
Зйомки фільму проходили в Будапешті (Угорщина), Ель-Сегундо (США), Ванкувері (Канада).

### Знімальна група
- Кінорежисер — Бетті Томас
- Сценаристи — Мортон С. Файн, Девід Фредкін, Маріенн Вібберлі, Кормак Вібберлі, Джей Шерік, Девід Ронн
- Кінопродюсери — Маріо Кассар, Ендрю Вайна, Дженно Топінг
- Композитор — Річард Гіббс
- Кінооператор — Олівер Вуд
- Кіномонтаж — Пітер Тешнер
- Художник-постановник — Марша Гіндс
- Артдиректори — Дуг Біггдін, Бо Джонсон
- Художники-декоратори — Натан Ломакс, Елізабет Вілкокс
- Художник з костюмів — Рут Е. Картер
- Підбір акторів — Кеті Дрісколл, Франсін Мейслер[2].

## Сприйняття

### Критика
Фільм отримав переважно негативні відгуки. На сайті Rotten Tomatoes оцінка стрічки становить 16 % на основі 133 відгуки від критиків (середня оцінка 4,1/10) і 33 % від глядачів із середньою оцінкою 2,7/5 (78 622 голоси). Фільму зарахований «гнилий помідор» від кінокритиків та «розсипаний попкорн» від глядачів, Internet Movie Database — 5,4/10 (44 907 голосів), Metacritic — 35/100 (31 відгук критиків) і 2,8/10 (51 відгук від глядачів).

### Номінації та нагороди
| Нагороди та номінації фільму «Обдурити всіх» | Нагороди та номінації фільму «Обдурити всіх» | Нагороди та номінації фільму «Обдурити всіх» | Нагороди та номінації фільму «Обдурити всіх» | Нагороди та номінації фільму «Обдурити всіх» | Нагороди та номінації фільму «Обдурити всіх» |
| Рік                                          | Кінофестиваль/кінопремія                     | Категорія/нагорода                           | Номінант                                     | Результат                                    |                                              |
| -------------------------------------------- | -------------------------------------------- | -------------------------------------------- | -------------------------------------------- | -------------------------------------------- | -------------------------------------------- |
| 2003                                         | «Таурус»                                     | Найкраща робота на висоті                    | Гастон Моррісон, Джиммі Н. Робертс           | Номінація                                    |                                              |
| 2003                                         | «Золота малина»                              | Найгірший актор                              | Едді Мерфі                                   | Номінація                                    |                                              |
| 2003                                         | «Золота малина»                              | Найгірший акторський дует                    | Едді Мерфі, Оуен Вілсон                      | Номінація                                    |                                              |
| 2003                                         | «Золота малина»                              | Найгірший римейк або сіквел                  | «Обдурити всіх»                              | Номінація                                    |                                              |
| 2010                                         | «Золота малина»                              | Найгірший актор десятиліття                  | Едді Мерфі                                   | Перемога                                     |                                              |